# Budapest Galéria
A BTM Budapest Galéria (Budapest Galéria) a Fővárosi Önkormányzat művészeti szakintézménye.
A Budapesti Történeti Múzeum tagintézménye.

## Telephelyei
Székhelye eredetileg Budapest V. Szabadsajtó u. 5. és Budapest III. Lajos u. 158. Az Új Budapest Galéria 1093 Budapest, Fővám tér 11/12. alatt, a Bálna épületében volt.
Jelenlegi székhelye: 1036 Budapest III. Lajos u. 158.

### A BTM részeként
- Budapesti Történeti Múzeum - Budapest Galéria, Új Budapest Kiállítóterem (1093 Budapest, Fővám tér 11-12.)
- Budapesti Történeti Múzeum - Budapest Galéria kiállítóháza (1036 Budapest, Lajos utca 158.)
- Budapesti Történeti Múzeum - Budapest Galéria Varga Imre gyűjtemény (1033 Budapest, Laktanya utca 7.)
- Budapesti Történeti Múzeum - Budapest Galéria Vendég-műterem (1072 Budapest, Klauzál tér 2.).

## Története
1979-ben alakult meg a Budapesti Képzőművészeti Igazgatóság, amely két osztályra tagolódott: a Köztéri Képzőművészeti Osztályra és a Képzőművészeti Osztályra. Az Igazgatóság nevét 1983-ban változtatták meg Budapest Galériára. 2011-ben a Budapest Galériát mint főosztályt a Budapesti Történeti Múzeumhoz csatolták a Fővárosi Közgyűlés határozatával. A főosztály két osztálya a Kiállítási Osztály és a Budapesti Köztéri Művészeti Alkotások Osztálya. 2013-ban az addig  az egyik Klotild-palotában, Budapest V. Szabadsajtó u. 5. alatt működő Kiállítási Osztály a Bálnába költözött, amely mint kiállítótér Új Budapest Galéria néven 2019-ig ideiglenes kortárs képzőművészeti  kiállításoknak adott helyet. 

## Különgyűjteménye
Különgyűjteménye a Varga Imre Gyűjtemény. ((1033 Budapest, Laktanya utca 7.)

## A Köztéri Képzőművészeti Osztály
„A köztéri műalkotásokra vonatkozóan a helyi önkormányzatok és szerveik, a köztársasági megbízottak, valamint egyes centrális alárendeltségű szervek feladat- és hatásköreiről” szóló 1991. évi XX. törvény 109. § az irányadó jogszabály. 
A Budapest Galéria Köztéri Képzőművészeti Osztálya csak a fővárosi tulajdonú közterületen vagy épületen újonnan állítani kívánt szobrok, domborműves emléktáblák esetén ad ki szakvéleményt a Fővárosi Önkormányzat tulajdonosi hozzájárulásához. 

## Kiadványai
- Budapest köztéri szobrai 1692 - 1945 (1987)
- Budapest köztéri szobrai 1945 - 1985 (1985)